# Schwarze Frau mit Kind

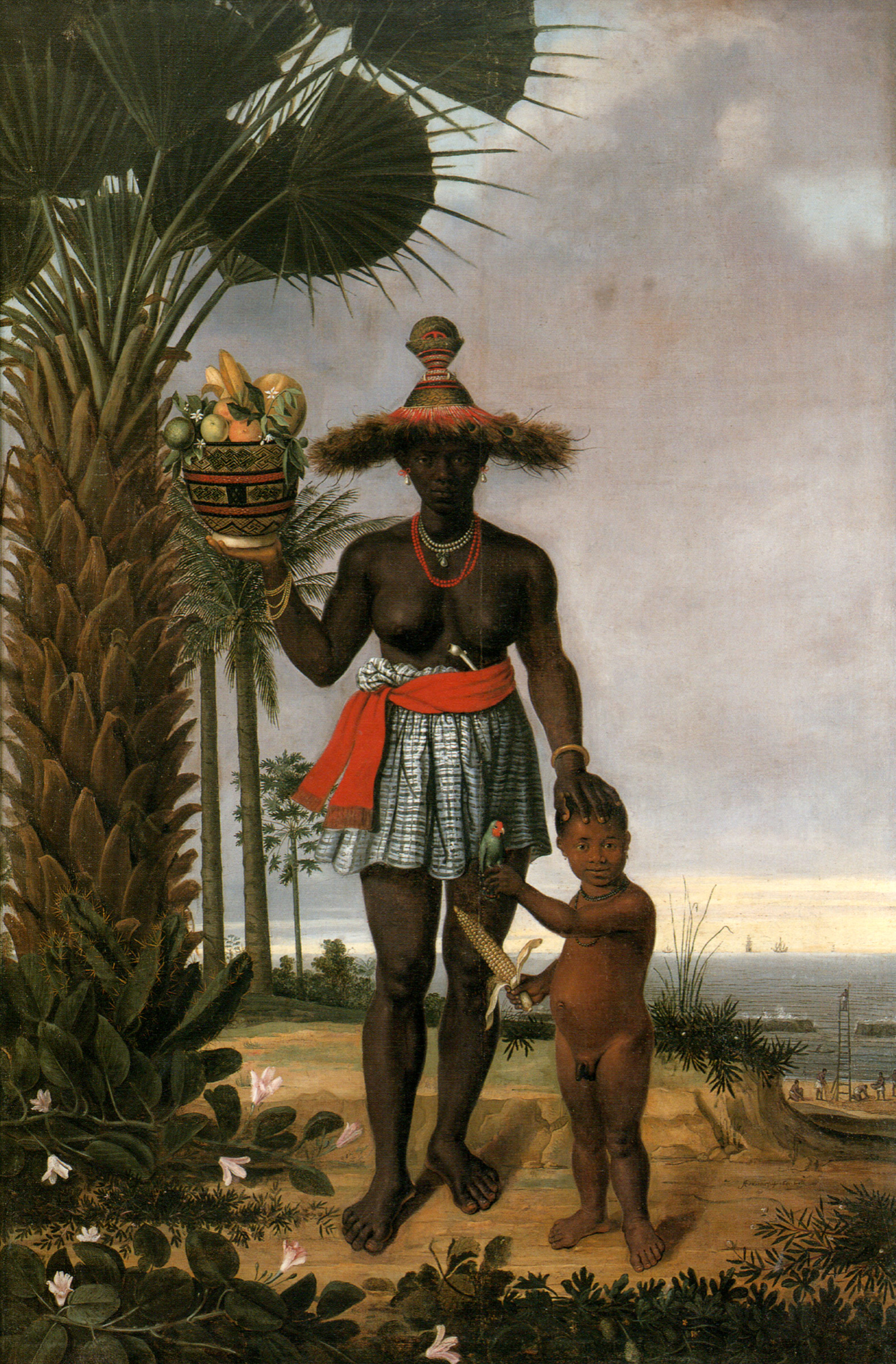

Schwarze Frau mit Kind ist der Name eines Gemäldes von Albert Eckhout. Es wurde etwa auf das Jahr 1650 datiert. Heute befindet es sich im dänischen Nationalmuseum. Ein anderer Titel des Gemäldes lautet Afrikanische Frau. 
Die abgebildeten Personen sind namentlich nicht bekannt. Der Zweck des Bildes war es nicht, eine spezifische Frau mit Kind zu zeigen, sondern vielmehr eine ethnische Gruppe der Neuen Welt zu beschreiben. Das Bild wurde als Coverillustration für das Buch  Albert Eckhout, Court Painter in Colonial Dutch Brazil von 2006 und für die Ausstellung Black is Beautiful: Rubens tot Dumas in Amsterdam 2008 verwendet. Eckhout war einer von sechs wissenschaftlichen Zeichnern, welche Johann-Moritz von Nassau-Siegen eingeladen hatte, das Leben in Brasilien zu dokumentieren. Von den anderen sind nur Frans Post und  Georg Marcgraf heute namentlich noch bekannt. Der Arzt Willem Piso, welcher an der Expedition als Naturforscher teilnahm, veröffentlichte mit Marcgraf das Buch  Historia Naturalis Brasiliae im Jahr 1648.
Die abgebildete Frau trägt brasilianische Früchte in einem nach Bakongoart geflochtenen Korb. Sie trägt jedoch europäische Juwelen und hat eine europäische Pfeife. Eine Hand ruht auf ihrem Sohn, welcher hellerer Hautfarbe ist als sie selbst; dies wurde als ein Hinweis gedeutet, dass sich die Hautfarbe ändern kann und mit dem Alter dunkler wird. Die Landschaft im Hintergrund ist wahrscheinlich der Hafen von Mauritstad (heute Recife). Die Pose mit dem Baum ist ähnlich der Standardwerke aus Guinea, von  Pieter de Marees.
Das Bild ist eines von insgesamt 24 Werken, welche Johnann-Moritz von Nassau-Siegen König Friedrich III von Dänemark 1678 schenkte. Das Bild wurde oft kopiert.

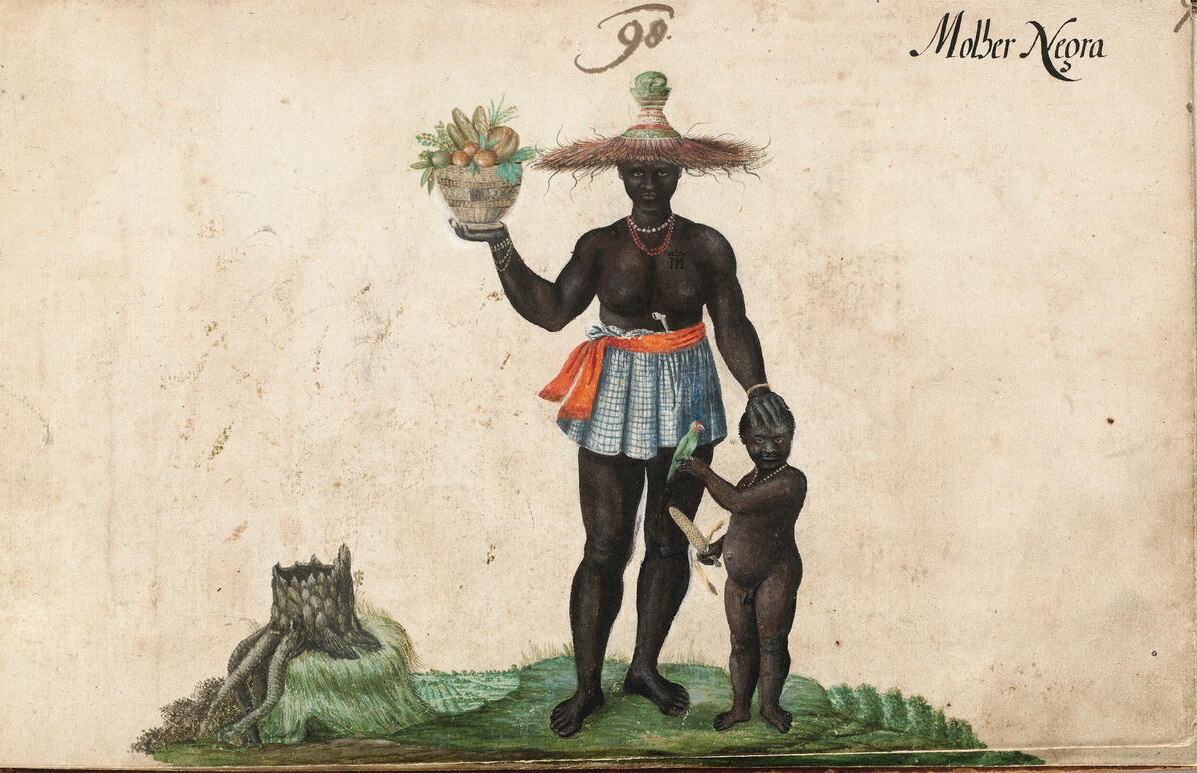
Seite aus Zacharias Wagenaer’s Thier Buch, 1641
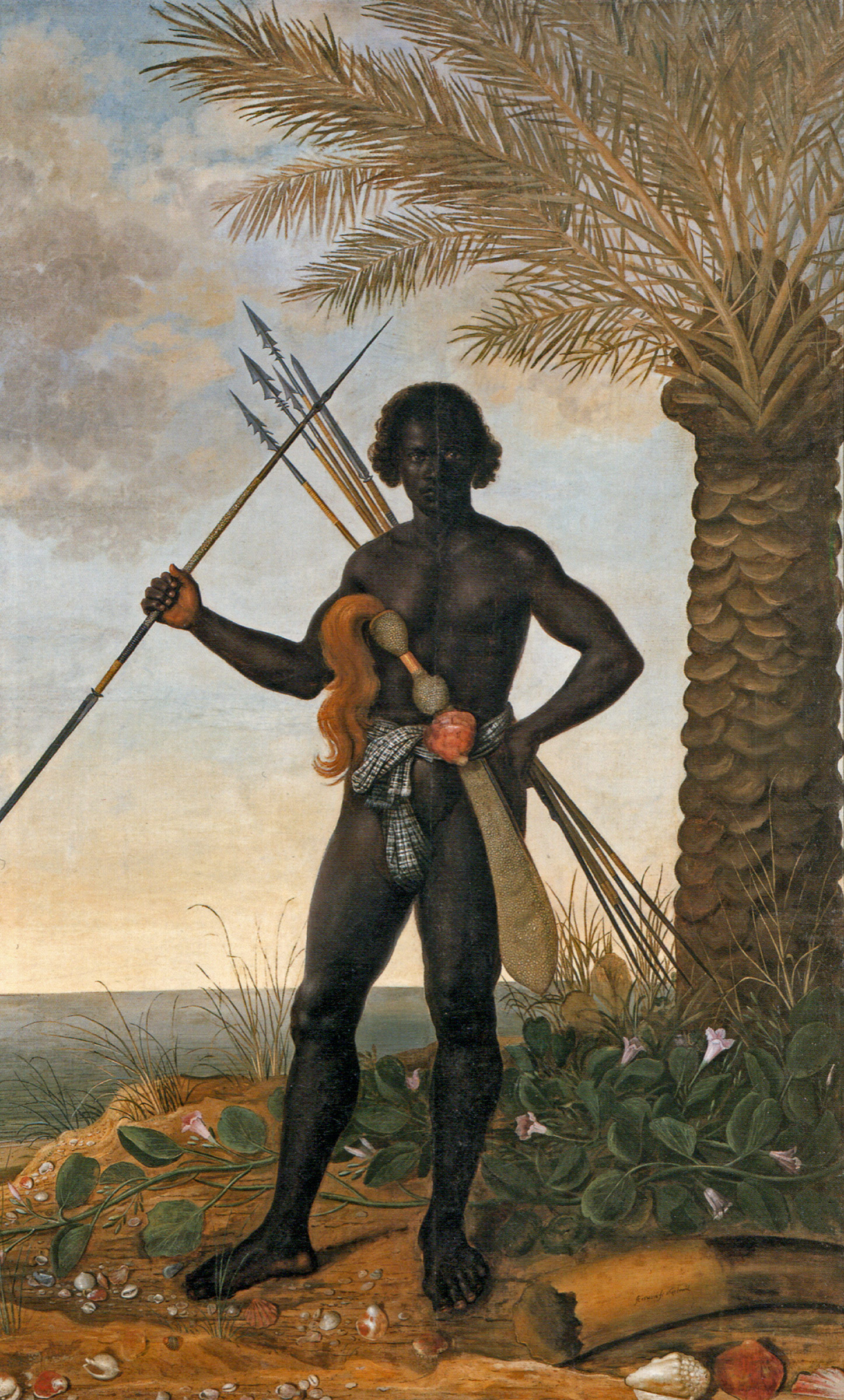
Pendant Afrikanischer Mann mit Stoßzahn, Schwert und Assegai
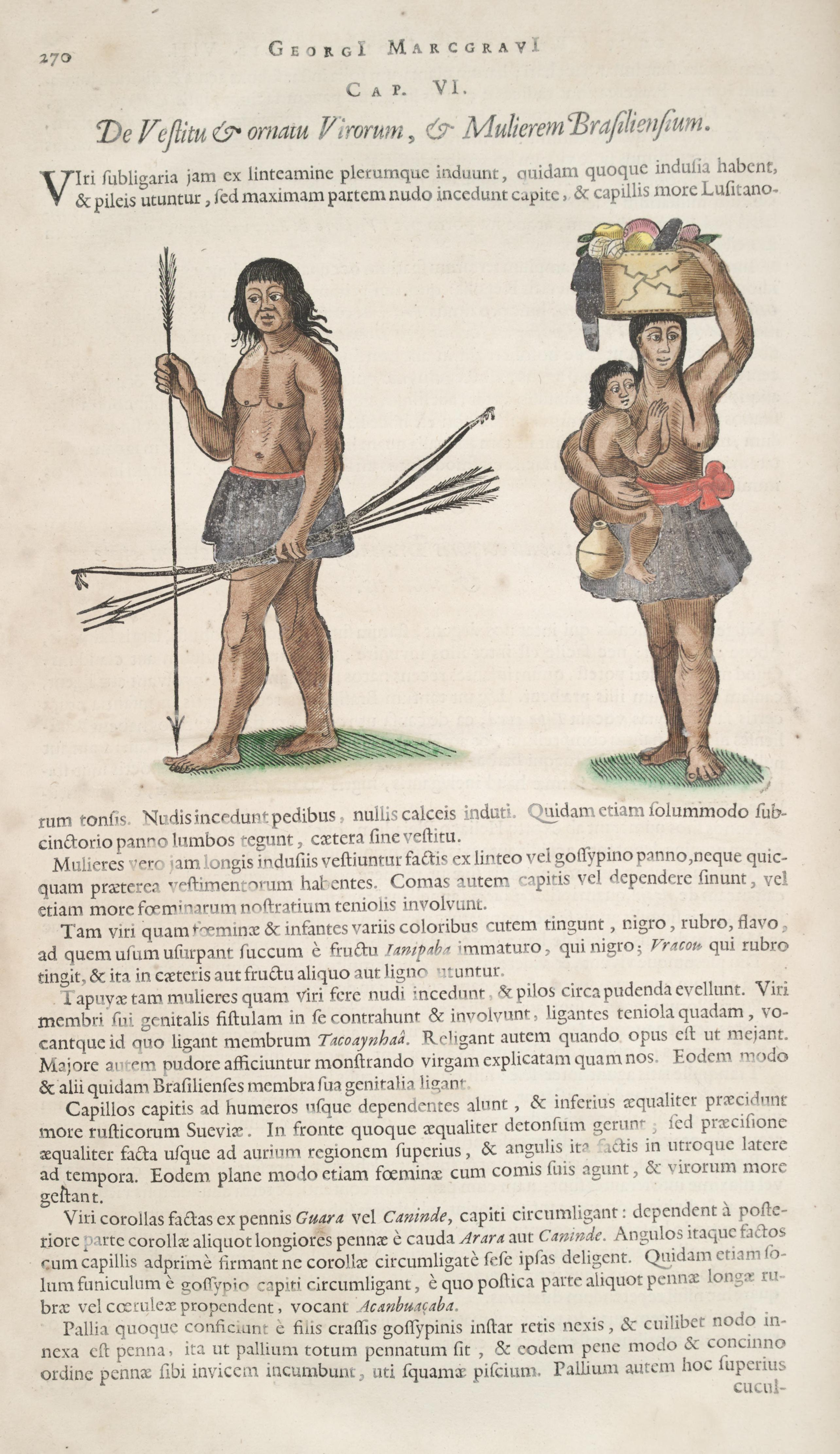
Seite aus Historia Naturalis Brasiliae, 1648
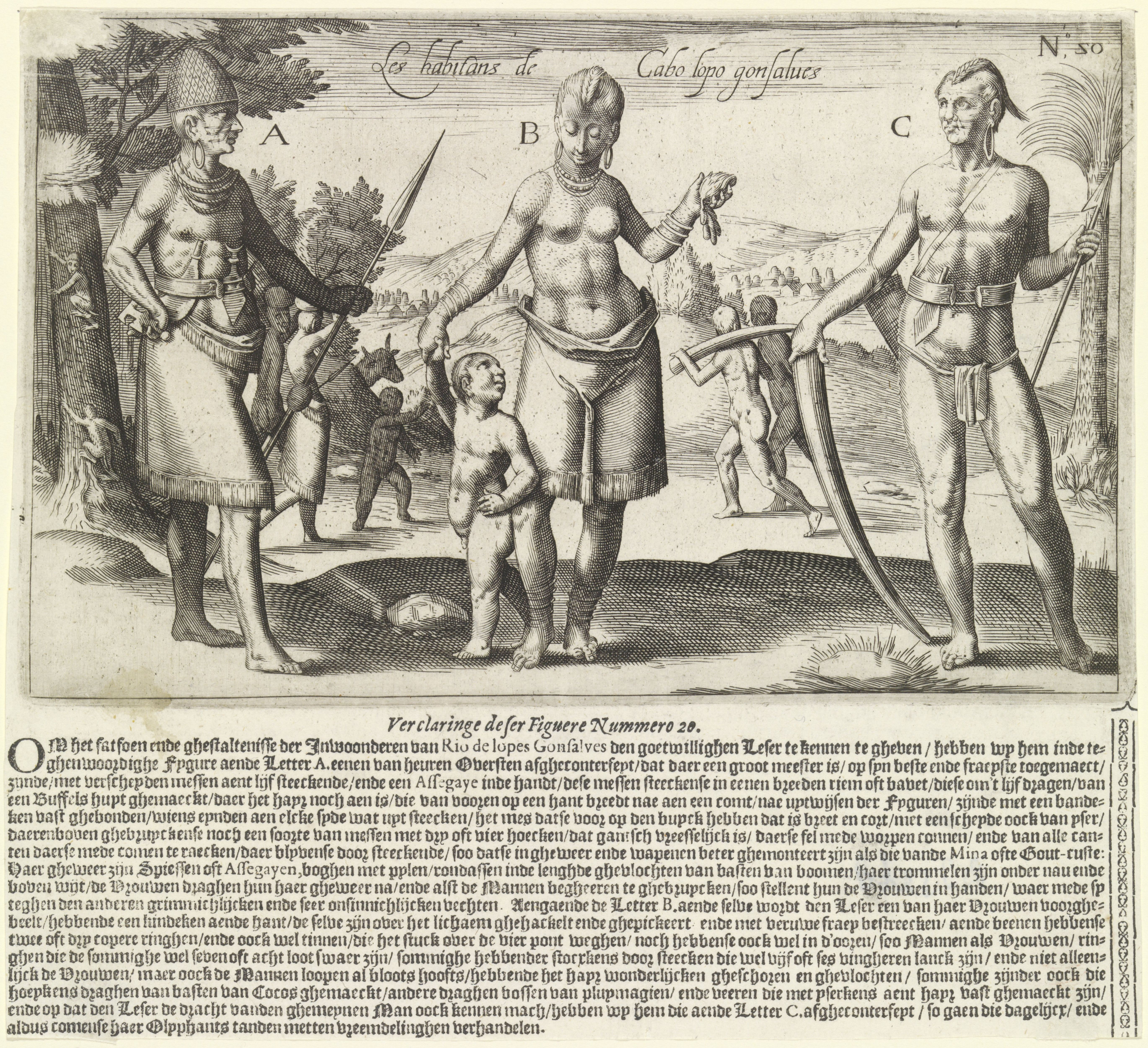
Einwohner von Cape Lopez, Illustration von Johann Theodor de Bry für Pieter de Marees, 1602